# Hadena funerea
Hadena funerea är en fjärilsart som beskrevs av Max Wilhelm Karl Draudt 1934. Hadena funerea ingår i släktet Hadena och familjen nattflyn. Inga underarter finns listade i Catalogue of Life.